# Deerwood (Minnesota)
Deerwood – miasto w Stanach Zjednoczonych, w stanie Minnesota, w hrabstwie Crow Wing.